# Anelaphus giesberti
Anelaphus giesberti är en skalbaggsart som beskrevs av Chemsak och Linsley 1979. Anelaphus giesberti ingår i släktet Anelaphus och familjen långhorningar.
Artens utbredningsområde är:
- Guatemala.
- Honduras.

Inga underarter finns listade i Catalogue of Life.